# Белов, Михаил Константинович
Михаил Константинович Белов (родился 21 октября 1987) — российский спортсмен, бронзовый призёр Универсиады 2013 года по академической гребле.

## Биография
Участник чемпионата мира 2010 года, где стал 11-м в гонке восьмёрок.
Участник трёх чемпионатов Европы. В гонке восьмёрок был 5-м - в 2010 году, 4-м - в 2011 году и 9-м - в 2013 году.
Призёр Универсиады в Казани.
Студент Московского государственного гуманитарного университета.